# Taraxacum latissimum
Taraxacum latissimum — вид квіткових рослин з родини айстрових (Asteraceae). Вид зростає в Європі: Данія, Фінляндія, Німеччина, Велика Британія, Нідерланди, північноєвропейська Росія, Польща; це багаторічна рослина помірних біомів.

## Середовище
Населяє пустирі, сади, міські ділянки, узбіччя тощо.

## Опис
Це міцна різнолистна кульбаба з крилатими черешками, зовні білі, зсередини рожеві. Довгі, досить вузькі бічні частки листа, як правило, звивисті та змінно спрямовані. Має велику головку, до 60 мм в діаметрі, і неохайні, «зім’яті» зовнішні приквітки.